# Мачалилья
Национальный парк Мачали́лья (исп. Parque nacional Machalilla) — национальный парк на западе Эквадора. Создан в 1979 году, располагается около Пуэрто-Лопес, вдоль тихоокеанского побережья. В Мачалилье находятся прибрежные влажные тропические леса и сухой лес. В состав парка входят маленькие острова и два больших острова — Саланго и Ислу де Ла-Плата (последний назван по имени легендарного клада серебра, оставленного путешественником Фрэнсисом Дрэйком).
В 1990 году парк вошёл в мировую сеть водно-болотных угодий согласно Рамсарской конвенции. Дикая природа парка включает два вида обезьян и более 270 разновидностей птиц. Над многими из крупных млекопитающих в парке Мачалилья нависла опасность вымирания. Парк Мачалилья — единственная среда обитания вне Галапагосских островов, где живёт и размножается альбатрос. Океанские районы парка также обеспечивают нерестилище для горбатых китов. Растительность включает кактус опунции, деревья капка и дерево цератонии. Большая часть парка состоит из тропической кустовой пустыни и леса западного Эквадора, которые составляли когда-то 25 % (сейчас в 25 раз меньше).
Национальный парк Мачалилья сталкивался с рядом серьёзных угроз, среди которых: незаконная вырубка лесов, промышленное рыболовство и негативное воздействие туризма на экосистему региона. В 1991 году Американское агентство международного развития (USAID) совместно с организациями из стран Латинской Америке и Карибского бассейна начали инвестировать капитал для сохранения части парков по программе «Парки в опасности» (Parks in Peril). В Национальном парке Мачалилья был открыт местный центр обучения посетителей природоохранным мерам. Парк также нанимал местных жителей в качестве охраны, увеличивая тем самым понимание местным населением проблем, испытываемых парком. Организация партнёра Мачалильи, Fundación Natura, работала с местными сообществами, чтобы обеспечить обучение экологическим, сельскохозяйственным и рыбацким методам.